# Jean Wagner (atleta)
Jean Wagner (Lussemburgo, 28 dicembre 1905 – Lussemburgo, 24 febbraio 1978) è stato un discobolo e pesista lussemburghese.
Ha partecipato ai Giochi di Berlino 1936, gareggiando nel getto del peso e nel lancio del disco.
Nella stessa competizione olimpica, ha rappresentato il Lussemburgo alla cerimonia di apertura.